# Donal Logue
Donal Francis Logue (Ottawa, 27 febbraio 1966) è un attore canadese.

## Biografia
Nato in Ontario, il padre, Michael J. Logue, è stato un missionario carmelitano che ha prestato servizio in Africa, dove ha conosciuto la moglie Elizabeth. Logue ha tre sorelle, Karina e due sorelle gemelle, Deirdre e Eileen. Il padre è presidente delle Aisling Industries, azienda che produce microchip per compagnie di cellulari. Ha trascorso la sua infanzia e parte della sua adolescenza a El Centro, in California, dove ha studiato alla Central Union High School e al St Ignatius' College. Dopo le scuole superiori, studia storia presso la Harvard University.
Dopo alcuni lavori televisivi, debutta sul grande schermo nel film I signori della truffa, successivamente è apparso in Rivelazioni e Piccole donne. Nel 2000 recita in The Million Dollar Hotel di Wim Wenders e ne Il patriota con Mel Gibson. Tra il 2003 e il 2005 lavora nella serie TV E.R. - Medici in prima linea, dove ricopre il ruolo di Chuck Martin. Dopo aver fatto da spalla a Mark Ruffalo nella commedia romantica Se solo fosse vero, recita in Blade, Zodiac e nei film indipendenti Fuga dal matrimonio e Purple Violets. Prende parte alla seconda stagione di Life, nel ruolo del capitano Tidwell. Nel 2008 affianca Mark Wahlberg in Max Payne.
Nel 2010 è protagonista, al fianco di Michael Raymond-James, della serie televisiva Terriers - Cani sciolti, cancellata dopo la messa in onda della prima stagione. Nel 2012 ha interpretato l'assassino Santa Jim nel film horror Silent Night (il remake del film Natale di sangue), diretto da Steven C. Miller. Fra il 2013 e il 2014, interpreta Re Horik nella serie televisiva Vikings. Nel 2014 entra nel cast ricorrente della serie televisiva Law & Order - Unità vittime speciali nel ruolo del tenente Declan Murphy; dallo stesso anno interpreta il detective Harvey Bullock nella serie televisiva Gotham.
Nel 2021 ottiene il ruolo del capo della polizia Brian Irons nel film reboot Resident Evil: Welcome to Raccoon City, basato alla serie di videogiochi della Capcom, diretto da Johannes Roberts.

## Filmografia

### Cinema
- I signori della truffa (Sneakers), regia di Phil Alden Robinson (1992)
- Gettysburg, regia di Ronald F. Maxwell (1993)
- Rivelazioni (Disclosure), regia di Barry Levinson (1994)
- Baja - Dispositivo di sicurezza (Baja), regia di Kurt Voß (1995)
- La prossima vittima (Eye for an Eye), regia di John Schlesinger (1996)
- Jerry Maguire, regia di Cameron Crowe (1996)
- Diabolique, regia di Jeremiah S. Chechik (1996)
- Strani miracoli (Dear God), regia di Garry Marshall (1996)
- Uno sbirro tuttofare (Metro), regia di Thomas Carter (1997)
- Glam regia di Josh Evans (1997)
- Blade, regia di Stephen Norrington (1998)
- Se scappi, ti sposo (Runaway Bride), regia di Garry Marshall (1999)
- The Tao of Steve, regia di Jenniphr Goodman (2000)
- Takedown (Track Down), regia di Joe Chappelle (2000)
- The Million Dollar Hotel, regia di Wim Wenders (2000)
- Trappola criminale (Reindeer Games), regia di John Frankenheimer (2000)
- The Opportunists, regia di Myles Connell (2000)
- Il patriota (The Patriot), regia di Roland Emmerich (2000)
- Confidence - La truffa perfetta (Confidence), regia di James Foley (2003)
- Two Days, regia di Sean McGinly (2003)
- Se solo fosse vero (Just Like Heaven), regia Mark Waters (2005)
- Fuga dal matrimonio (The Groomsmen), regia di Edward Burns (2006)
- Ghost Rider, regia di Mark Steven Johnson (2007)
- Zodiac, regia di David Fincher (2007)
- Max Payne, regia di John Moore (2008)
- The Lodger - Il pensionante (The Lodger), regia di David Ondaatje (2008)
- Segui il tuo cuore (Charlie St. Cloud), regia di Burr Steers (2010)
- Silent Night, regia di Steven C. Miller (2012)
- Kill for Me - Legami di morte (Kill for Me), regia di Michael Greenspan (2013)
- CBGB, regia di Randall Miller (2013)
- The Intruders, regia di Adam Massey (2015)
- We Only Know So Much, regia di Donal Lardner Ward (2017)
- The Cloverfield Paradox, regia di Julius Onah (2018)
- Resident Evil: Welcome to Raccoon City, regia di Johannes Roberts (2021)

### Televisione
- Il commissario Scali (The Commish) – serie TV, episodio 1x21 (1992)
- X-Files (The X-Files) – serie TV, episodio 1x03 (1993)
- Guerra al virus (And the Band Played On), regia di Roger Spottiswoode – film TV (1993)
- Medicine Ball – serie TV, 9 episodi (1995)
- Public Morals – serie TV, 13 episodi (1996)
- The Practice - Professione avvocati (The Practice) – serie TV, 5 episodi (1997-1999)
- La guerra dei bugiardi (A Bright Shining Lie) – film TV (1998)
- I Finnerty (Grounded for Life) – serie TV, 91 episodi (2001-2005)
- E.R. - Medici in prima linea (ER) – serie TV, 11 episodi (2003-2005)
- Detective Monk (Monk) - serie TV, episodio 6x09 (2008)
- Una banda allo sbando (The Knights of Prosperity) – serie TV, 13 episodi (2007)
- Damages – serie TV, episodio 1x05 (2007)
- Life – serie TV, 21 episodi (2008-2009)
- Terriers - Cani sciolti (Terriers) – serie TV, 13 episodi (2010)
- Dr. House - Medical Division (House, M.D.) – serie TV, episodio 7x20 (2011)
- Royal Pains – serie TV, episodi 4x01-4x02 (2012)
- Sons of Anarchy – serie TV, 7 episodi (2012-2013)
- Vikings – serie TV, 12 episodi (2013-2014)
- Copper – serie TV, 12 episodi (2013)
- Law & Order - Unità vittime speciali (Law & Order: Special Victims Unit) – serie TV, 9 episodi (2014-2022)
- Gotham – serie TV, 97 episodi (2014-2019)
- Stumptown – serie TV, 2 episodi (2019)
- Departure - serie TV, 6 episodi (2021)
- What We Do in the Shadows - serie TV, episodi 3x09-3x10 (2021)
- The Equalizer - serie TV, 9 episodi (2022-2024)

## Doppiatori italiani
Nelle versioni in italiano delle opere in cui ha recitato, Donal Logue è stato doppiato da:
- Simone Mori in Blade, The Opportunists, Ghost Rider, The Lodger - Il pensionante
- Fabrizio Pucci in Kill for Me - Legami di morte, Law & Order - Unità vittime speciali, What We Do in the Shadows
- Massimo Rossi in Guerra al virus, Gotham, Stumptown
- Paolo Marchese in Zodiac, Terriers - Cani sciolti, Sons of Anarchy
- Roberto Draghetti in Confidence - La truffa perfetta, CBGB
- Roberto Stocchi in Trappola criminale, Dr. House - Medical Division
- Alessio Cigliano in X-Files
- Giovanni Battezzato in Gettysburg
- Massimo Lodolo in Baja - Dispositivo di sicurezza
- Loris Loddi ne La prossima vittima
- Flavio Arras in Strani miracoli
- Christian Iansante in Uno sbirro tuttofare
- Fabrizio Vidale ne La guerra dei bugiardi
- Massimo Rinaldi in Se scappi, ti sposo
- Enrico Di Troia in The Million Dollar Hotel
- Alessandro Quarta ne I Finnerty
- Luca Dal Fabbro in E.R. - Medici in prima linea
- Gaetano Varcasia in Se solo fosse vero
- Massimo De Ambrosis in Una banda allo sbando
- Pasquale Anselmo in Max Payne
- Giorgio Locuratolo in Detective Monk
- Franco Mannella in Life
- Riccardo Niseem Onorato in Segui il tuo cuore
- Raffaele Fallica in Vikings
- Lorenzo Scattorin in The Cloverfield Paradox
- Pierluigi Astore in Departure
- Alberto Bognanni in Silent Night
- Stefano Thermes in Resident Evil: Welcome to Raccoon City
- Alessandro Budroni in The Equalizer
- Francesco Prando in Genius: MLK/X